# Pascal Madeleine
Pascal Madeleine er en professor i idrætsvidenskab og sundhedsteknologi ved Institut for Medicin og Sundhedsteknologi på Aalborg Universitet.
Pascal Madeleine har en kandidatgrad i medicinsk teknologi og en Diplôme d'études approfondies i bio-signal behandling fra Paul Sabatier Universitet og Paris 12 Val de Marne Universitet. I 1998 modtog han sin PhD-grad, og i 2010 blev han professor i idtrætsvidenskab og sundhedsteknologi. I 2010 forsvarede Pascal Madeleine sin doktorafhandling og modtog sin danske doktorgrad. I 2015 gennenførte han Pasteur-programmet for virksomhedsledelse ved Harvard Business School. Han er leder for en forskningsgruppe, som forsker i fysisk aktivitet og menneskelig ydeevne.